# M/F Varsovia
M/F Varsovia är en bil- och passagerarfärja byggd 2024 av Cantieri Navale di Visentini, Donada, Italien. 
Varsovia levererades 1 juli 2024 till Visentini Cantieri Navale Srl, Porto Viro, Italien. Utchartrades till Polska Zegluga Baltycka SA. Satt under Cypern flagg med hemmahamn Limassol 11 juli 2024. 
Varsovia avgick från Venedig mot Ystad 22 juli 2024. Ankom Ystad 27 juli 2024. Avgick några timmar senare mot Swinoujscie.
Varsovia är den största av Polferries färjor, med en lastmeter på 2563 meter, och kommer att trafikera linjen Ystad- Świnoujście från augusti 2024. 